# Wodnicha ozdobna

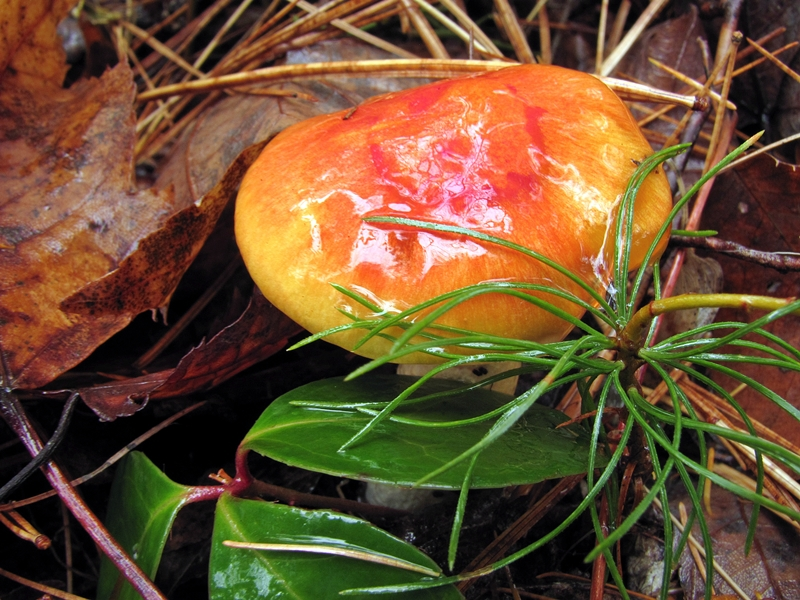

Wodnicha ozdobna (Hygrophorus speciosus Peck) – gatunek grzybów z rodziny wodnichowatych (Hygrophoraceae).

## Systematyka i nazewnictwo
Pozycja w klasyfikacji według Index Fungorum: Hygrophorus, Hygrophoraceae, Agaricales, Agaricomycetidae, Agaricomycetes, Agaricomycotina, Basidiomycota, Fungi.
Synonimy:
- Hygrophorus lucorum var. speciosus (Peck) Krieglst. 2000
- Hygrophorus speciosus var. kauffmanii Hesler & A.H. Sm. 1963

Nazwę polską nadała w 1975 r. Barbara Gumińska.

## Morfologia
Kapelusz
Średnica 2–6 cm, za młodu wypukły z podwiniętym brzegiem, później płasko rozpostarty, często z wypukłością na środku i prostym brzegiem. Powierzchnia gładka, śluzowata, przy brzegu chromowożółta, ku środkowi stopniowo coraz ciemniejsza; pomarańczowa. Czasami całe owocniki są pomarańczowe (zwłaszcza młode).
Blaszki
Zbiegające, dość rzadkie, z blaszeczkami i rzadkie, białe lub żółtawe.Ostrza blaszek równe.
Trzon
Wysokość 4–10 cm, grubość 0,4–0,5 cm, walcowaty, czasem zwężający się ku szczytowi. Powierzchnia śluzowata z mniej lub bardziej wyraźnym pierścieniem. U szczytu trzon jest biały i delikatnie oprószony, poza tym początkowo biały, później staje się żółtawy, a nawet pomarańczowy.
Miąższ
W kapeluszu cienki, biały, tylko pod skórką z żółtym lub pomarańczowym odcieniem, nie zmieniający barwy po uszkodzeniu, bez zapachu, w smaku łagodny.
Cechy mikroskopowe
Wysyp zarodników biały. Zarodniki 8–11 × 4,5–5,5 μm, elipsoidalne, gładkie, w KOH hialinowe, nieamyloidalne. Brak cystyd. Podstawki 4–sterygmowe, o długości 45–65 μm. Trama w blaszkach rozbieżna. Strzępki skórki kapelusza w postaci ixotrichodermy.

## Występowanie i siedlisko
Wodnicha ozdobna w Ameryce Północnej, jest szeroko rozprzestrzeniona, w Europie występuje tylko w niektórych krajach. W Polsce notowana, ale rzadka. Jej rozprzestrzenienie i stopień zagrożenia nie są znane.
Grzyb mikoryzowy współżyjący z drzewami iglastymi, głównie modrzewiem i sosną. Owocniki pojawiają się w rozproszeniu, pojedynczo lub grupkami późnym latem i jesienią.

## Gatunki podobne
Młode owocniki mają pomarańczowoczerwoną, lepką czapkę i biały, śluzowaty trzon. W czasie suchej pogody śluz ten wysycha i trzon staje się pomarańczowy. Blaszki są białe lub lekko żółtawe i silnie zbiegające. Ten zestaw  cech, wraz z miejscem występowania zwykle wystarczają do odróżnienia wodnichy ozdobnej od innych pomarańczowoczerwonych wodnich, bez odwoływania się do cech mikroskopowych. W lasach modrzewiowych czasami występuje wodnicha modrzewiowa (Hygrophorus lucorum), ale ma cytrynowożółty kapelusz.